# Takatsukasa Mototada
Takatsukasa Mototada (鷹司 基忠, [[[1247]]-1313] Erro: {{japonês}}: texto da transliteração contém caractere não latino (pos 17) (ajuda)) foi um nobre do período Kamakura da história do Japão.

## Vida
Mototada foi o filho mais velho de Takatsukasa Kanehira. Foi líder do ramo Takatsukasa do clã Fujiwara.
Em 1257 foi nomeado Chūnagon. Foi promovido a Naidaijin em 1262 e a Udaijin em 1265. Em 1268 ele foi nomeado tutor imperial e designado Sadaijin.
Ocupou o cargo de Kanpaku do Imperador Kameyama de 1268 a 1273. Posteriormente, foi nomeado Daijō Daijin entre 1285 e 1287.
Em 29 de março de 1312 torna-se um monge budista com o nome de Gosu. 
Como escritor escreveu o Emakimono Kasuga Gongen Gen-ki com a ajuda de seus filhos, auxiliados por religiosos do Kofuku-ji, como Kakuen, Jishin e Hanken.
| Precedido por Takatsukasa Kanehira | -- 2º Líder dos Takatsukasa Fujiwara (1294 -1313) | Sucedido por Takatsukasa Kanetada |
| Precedido por Konoe Motohira       | Kanpaku (1268 - 1273)                             | Sucedido por Kujō Tadaie          |
| Precedido por Takatsukasa Kanehira | 50º Daijō Daijin (1285 - 1287)                    | Sucedido por Horikawa Mototomo    |
| Precedido por Konoe Motohira       | 67º Sadaijin (1269)                               | Sucedido por Ichijō Ietsune       |
| Precedido por Konoe Motohira       | 108º Udaijin (1265 - 1269)                        | Sucedido por Ichijō Ietsune       |
| Precedido por Sanjō Kinchika       | 76º Naidaijin (1262 - 1265)                       | Sucedido por Ōinomikado Fuyutada  |